# Can't Get Enough (álbum de Menudo)
Can't Get Enough é o vigésimo terceiro álbum de estúdio da boy band porto-riquenha Menudo e o terceiro lançado em inglês, pela gravadora RCA Victor, em 1986. A formação do grupo neste álbum incluía os integrantes: Charlie Massó, Robi Rosa, Ricky Martin, Raymond Acevedo e Sergio Gonzalez.
O álbum consiste em nove canções: cinco inéditas e quatro versões traduzidas para o inglês do álbum Refrescante..., de 1986. As faixas alternam entre gêneros musicais como baladas românticas e rocks dançantes.

## Divulgação
Como forma de divulgação, a gravadora Padosa promoveu um especial de televisão, dirigido e produzido por Edgardo Díaz. Intitulado Puerto Rico... La Tierra de Menudo, o especial incluiu comentários dos integrantes e videoclipes de sete das nove canções do disco, além de três músicas de discos anteriores, gravados em diversas localidades de Porto Rico, a saber: "Marie (I Need You)", "Tell Me How You Feel", "No One Can Love You More", "Dolci Bacci", "Alegria", "Volta Para Mim", "I Can't Spend Another Day", "Old Enough to Love", "Jumpin' Over" e "Summer in the Streets".
O grupo chegou a promover o álbum no Brasil. Em 1º de maio de 1987, apresentou-se no programa Show Maravilha, do SBT, apresentado por Mara Maravilha, onde cantaram as faixas "Maria (I Need You)" e "I Can't Spend Another Day", com a presença do novo integrante, Ralphy Rodríguez.
Nas Filipinas, o grupo se apresentou no programa GMA Supershow, no qual cantaram a faixa "Summer In The Streets" e receberam um disco de ouro pelo álbum The Best of Menudo (1986), das mãos do representante da OctoArts International.
Ainda em 1987, o grupo iniciou uma turnê chamada Summer In The Streets Tour (referência à primeira música do álbum), que contou com 34 apresentações em cidades dos Estados Unidos, e foi concluída em agosto daquele ano. A turnê celebrou também os dez anos de carreira do Menudo e a chegada de Ralphy Rodríguez, que substituiu Charlie Massó.

## Singles
A música "No One Can Love You More" apareceu em paradas musicais brasileiras, de acordo com publicações dos jornais La Opinion e Jornal do Brasil.

## Recepção crítica
| Críticas profissionais | Críticas profissionais |
| Avaliações da crítica  | Avaliações da crítica  |
| Fonte                  | Avaliação              |
| ---------------------- | ---------------------- |
| AllMusic               | [ 11 ]                 |

Em relação as resenhas dos críticos especializados em música, o crítico do site AllMusic avaliou com três estrelas entre cinco, apesar disso, não escreveu nenhum comentário para o álbum.
Julio Brasilia, do jornal Diário do Pará, fez uma resenha na qual afirmou que as canções do álbum alternam entre "baladas românticas e rocks superdançaveis". Segundo ele, o destaque do álbum é a música "No One Can Love You More" que estava sendo bem executada nas rádios.

## Desempenho comercial
Em 16 de abril de 2023, a versão digital e remasterizada do álbum atingiu a posição de número 47 na parada musical iTunes chart das Filipinas.

## Lista de faixas
- Créditos adaptados dos LP Can't Get Enough, de 1986.[13]

| N.º | Título                                               | Compositor(es)                      | Intérprete      | Duração |  |
| 1.  | "Summer In The Streets"                              | J. Palermo, E. Palermo              | Robby Rosa      | 3:51    |  |
| 2.  | "We Have A Song"                                     | J. Palermo, E. Palermo              | Robby Rosa      | 3:46    |  |
| 3.  | "Tell Me How You Feel"                               | H. Rice, A. R Kimble                | Raymond Acevedo | 3:31    |  |
| 4.  | "No One Can Love You More"                           | M. L. M. Pagán                      | Robby Rosa      | 3:57    |  |
| 5.  | "Old Enough To Love"                                 | H. Rice, A. R Kimble                | Robby Rosa      | 3:22    |  |
| 6.  | "Jumpin' Over" (Salta La Valla)                      | M. L. M. Pagán, C. Villa, A. Monroy | Charlie Massó   | 3:25    |  |
| 7.  | "I Can't Spend Another Day" (Con Un Beso Y Una Flor) | M. L. M. Pagán, C. Villa, A. Monroy | Ricky Martin    | 3:37    |  |
| 8.  | "Stay With Me" (Besame)                              | M. L. M. Pagán, C. Villa, A. Monroy | Robby Rosa      | 4:00    |  |
| 9.  | "Marie (I Need You)" (Amiga Mia)                     | M. L. M. Pagán, C. Villa, A. Monroy | Sergio Gonzalez | 3:09    |  |

## Tabelas
| Tabela musical (2023)    | Melhor posição |
| ------------------------ | -------------- |
| Filipinas (iTunes Chart) | 47             |